# Distichocera superba
Distichocera superba là một loài bọ cánh cứng trong họ Cerambycidae.